# Ed Byrne (rugby à XV)
Pour les articles homonymes, voir Ed Byrne et Byrne.

a Compétitions nationales et continentales officielles uniquement.

b Matchs officiels uniquement.
Dernière mise à jour le 25 décembre 2024.
Ed Byrne, né le 9 septembre 1993 à Carlow (Irlande), est un joueur international irlandais de rugby à XV jouant au poste de pilier gauche à Cardiff Rugby en United Rugby Championship.
Son frère jumeau, Bryan Byrne (en), est également un joueur professionnel de rugby à XV.

## Biographie
Ed Byrne naît à Carlow en Irlande. Il a un frère jumeau, Bryan (en).
Par la suite, il est formé au Leinster et fait ses débuts professionnels avec la province en 2014.
Il est sélectionné pour la première fois avec l'Irlande pour les derniers matchs du Tournoi des Six Nations 2020. Il obtient sa première cape durant ce Tournoi, contre l'Italie.
En 2024, il quitte le Leinster pour rejoindre Cardiff Rugby à partir de la saison 2024-2025.